# 加萊基夫齊
48°39′17″N 27°28′11″E / 48.65472°N 27.46972°E
加萊基夫齊（烏克蘭語：Галайківці），是烏克蘭的村落，位於該國西南部文尼察州，由莫希利夫-波季利斯基區負責管轄，始建於1650年，面積3.4平方公里，海拔高度133米，2001年人口916。